# Liste der Auslandsreisen von Bundespräsident Alexander Van der Bellen
Die Liste der Auslandsreisen von Bundespräsident Alexander Van der Bellen enthält alle von der österreichischen Präsidentschaftskanzlei veröffentlichten offiziellen Auslandsreisen, die dieser seit seinem Amtsantritt am 26. Jänner 2017 durchgeführt hat:

## 2017
| Datum                 | Ort                                 | Hauptgrund |
| --------------------- | ----------------------------------- | --- |
| 13. Februar           | Brüssel ( Belgien)                  | - Treffen mit dem Präsidenten der Europäischen Kommission, Jean-Claude Juncker - Treffen mit dem Präsidenten des Europäischen Rats, Donald Tusk             |
| 14. Februar           | Straßburg ( Frankreich)             | - Treffen mit dem Präsidenten des Europäischen Parlaments, Antonio Tajani - Rede vor dem Europäischen Parlament                                             |
| 16. und 17. Februar   | Bern, Basel und Zürich ( Schweiz)   | - Treffen mit Bundespräsidentin Doris Leuthard - Besuch der Hoffmann-La Roche in Basel - Besuch der ETH Zürich                                              |
| 2. und 3. März        | Berlin ( Deutschland)               | - Treffen mit Bundespräsident Joachim Gauck - Besuch der Gedenkstätte Berliner Mauer und des Denkmals für die ermordeten Juden Europas                      |
| 26. April             | Bratislava und Devín ( Slowakei)    | Treffen mit Präsident Andrej Kiska und Premierminister Robert Fico                                                                                          |
| 2. und 3. Mai         | Rom ( Italien)                      | - Treffen mit Staatspräsident Sergio Mattarella - Besuch des Hauptquartiers der European Union Naval Force – Mediterranean                                  |
| 24. Mai               | Ljubljana ( Slowenien)              | Treffen mit Staatspräsident Borut Pahor |
| 10. Juni              | Meran ( Italien)                    | - Teilnahme am Festakt zum 25-Jahr-Jubiläum der Streitbeilegung zwischen Österreich und Italien um Südtirol - Treffen mit Staatspräsident Sergio Mattarella |
| 13. Juni              | Budapest ( Ungarn)                  | Treffen mit Präsident János Áder und Ministerpräsident Viktor Orbán                                                                                         |
| 26. und 27. Juni      | Prag ( Tschechien)                  | Treffen mit Ministerpräsident Bohuslav Sobotka und Präsident Miloš Zeman                                                                                    |
| 1. Juli               | Straßburg ( Frankreich)             | Teilnahme am Trauerakt für den ehemaligen deutschen Bundeskanzler Helmut Kohl                                                                               |
| 14. und 15. September | Valletta und Siġġiewi ( Malta)      | Teilnahme am Treffen der Arraiolos-Gruppe der nichtexekutiven Staatsoberhäupter der Europäischen Union                                                      |
| 18. bis 21. September | New York City ( Vereinigte Staaten) | - Teilnahme an der Generalversammlung der Vereinten Nationen - Treffen mit UNO-Generalsekretär António Guterres - Treffen mit US-Präsident Donald Trump     |
| 27. September         | Luxemburg ( Luxemburg)              | Teilnahme am Treffen der Staatsoberhäupter der deutschsprachigen Länder                                                                                     |
| 16. November          | Rom ( Italien)                      | Besuch der Gemeinschaft Sant’Egidio |
| 16. November          | Vatikanstadt                        | Audienz bei Franziskus |

## 2018
| Datum                 | Ort                                               | Hauptgrund |
| --------------------- | ------------------------------------------------- | --- |
| 25. Januar            | Straßburg ( Frankreich)                           | Rede vor der Parlamentarischen Versammlung des Europarats                                                                                            |
| 26. und 27. Februar   | Genf und Meyrin ( Schweiz)                        | Besuch des UN-Menschenrechtsrat und des CERN |
| 13. bis 15. März      | Kiew und Lwiw ( Ukraine)                          | Treffen mit Präsident Petro Poroschenko und Ministerpräsident Wolodymyr Hrojsman                                                                     |
| 20. März              | Vaduz ( Liechtenstein)                            | Treffen mit Erbprinz Alois von und zu Liechtenstein                                                                                                  |
| 6. bis 13. April      | Peking, Hainan und Chengdu ( Volksrepublik China) | - Treffen mit Staatspräsident Xi Jinping - Teilnahme am Bo'ao Forum in Hainan - Eröffnung des Generalkonsulats in Chengdu                            |
| 17. bis 19. April     | Amman, Petra und Zaatari ( Jordanien)             | - Treffen mit König Abdullah II. bin al-Hussein - Besuch der Felsenstadt Petra - Besuch des Flüchtlingslagers Zaatari                                |
| 2. Mai                | Sofia und Russe ( Bulgarien)                      | Treffen mit Staatspräsident Rumen Radew und Ministerpräsident Bojko Borissow sowie dem rumänischen Präsidenten Klaus Johannis                        |
| 31. Mai und 1. Juni   | Tallinn und Tamsalu ( Estland)                    | Treffen mit Präsidentin Kersti Kaljulaid und Premierminister Jüri Ratas                                                                              |
| 5. und 6. September   | Sils Maria und Riom-Parsonz ( Schweiz)            | Teilnahme am Treffen der Staatsoberhäupter der deutschsprachigen Länder                                                                              |
| 10. und 11. September | Zagreb ( Kroatien)                                | Treffen mit Präsidentin Kolinda Grabar-Kitarović und Premierminister Andrej Plenković                                                                |
| 13. und 14. September | Riga und Rundāle ( Lettland)                      | Teilnahme am Treffen der Arraiolos-Gruppe |
| 17. und 18. September | Bukarest ( Rumänien)                              | Teilnahme am Treffen der Drei-Meere-Initiative |
| 24. und 29. September | New York City ( Vereinigte Staaten)               | Teilnahme an der Generalversammlung der Vereinten Nationen                                                                                           |
| 17. und 18. Oktober   | Belgrad ( Serbien)                                | Treffen mit Präsident Aleksandar Vučić und Premierministerin Ana Brnabić                                                                             |
| 11. November          | Paris ( Frankreich)                               | Treffen mit Präsident Emmanuel Macron und Teilnahme an den Feierlichkeiten zum 100-Jahr-Jubiläum des Endes des Ersten Weltkriegs                     |
| 14. und 15. November  | Den Haag und Amsterdam ( Niederlande)             | Treffen mit König Willem-Alexander und Premierminister Mark Rutte                                                                                    |
| 29. November          | Tübingen und Stuttgart ( Deutschland)             | - Treffen mit dem Ministerpräsidenten von Baden-Württemberg, Winfried Kretschmann - Besuch des Max-Planck-Institut für Intelligente Systeme          |
| 3. Dezember           | Katowice ( Polen)                                 | Teilnahme an der UN-Klimakonferenz |
| 10. bis 12. Dezember  | Beirut und Naqura ( Libanon)                      | - Treffen mit Präsident Michel Aoun - Besuch eines Flüchtlingslagers in der Bekaa-Ebene - Besuch von österreichischen UNIFIL-Truppen im Camp Naqoura |

## 2019
| Datum                 | Ort                                    | Hauptgrund |
| --------------------- | -------------------------------------- | --- |
| 23. Januar            | Schaan ( Liechtenstein)                | Teilnahme an der 300-Jahr-Feier des Fürstentums Liechtenstein                                                                 |
| 3. bis 6. Februar     | Jerusalem und Tel Aviv-Jaffa ( Israel) | - Treffen mit Präsident Reuven Rivlin und Ministerpräsident Benjamin Netanjahu - Besuch der Holocaust-Gedenkstätte Yad Vashem |
| 5. Februar            | Ramallah ( Palästina)                  | Treffen mit dem Präsidenten der Palästinensische Autonomiebehörde Mahmud Abbas                                                |
| 27. und 28. März      | New York City ( Vereinigte Staaten)    | Teilnahme an einem UNO-Klima-Meeting                                                                                          |
| 15. Mai               | Sotschi ( Russland)                    | Treffen mit Präsident Wladimir Putin                                                                                          |
| 17. bis 19. Juni      | Lissabon ( Portugal)                   | Treffen mit Präsident Marcelo Rebelo de Sousa                                                                                 |
| 4. September          | Šibenik und Pakovo Selo ( Kroatien)    | Teilnahme am informellen Treffen der Staatsoberhäupter Kroatiens, Sloweniens und Österreichs                                  |
| 21. bis 24. September | New York City ( Vereinigte Staaten)    | Teilnahme an der Generalversammlung der Vereinten Nationen                                                                    |
| 2. bis 3. Dezember    | Madrid ( Spanien)                      | Teilnahme an der UN-Klimakonferenz 2019                                                                                       |

## 2020
| Datum              | Ort                          | Hauptgrund |
| ------------------ | ---------------------------- | --- |
| 23. und 24. Januar | Jerusalem ( Israel)          | Teilnahme am 5th World Holocaust Forum Yad Vashem und Treffen mit Präsident Reuven Rivlin                               |
| 27. und 28. Januar | Oświęcim und Krakau ( Polen) | Teilnahme am Gedenktag zum 75. Jahrestag der Befreiung des KZ Auschwitz-Birkenau und Treffen mit Präsident Andrzej Duda |
| 15. Juli           | Pezinok ( Slowakei)          | Treffen mit Staatspräsidentin Zuzana Čaputová                                                                           |

## 2021
| Datum            | Ort                               | Hauptgrund |
| ---------------- | --------------------------------- | --- |
| 3. Juni          | Berlin ( Deutschland)             | Treffen mit Bundespräsident Frank-Walter Steinmeier                                                                                              |
| 7. und 8. Juni   | Rom ( Italien) und Vatikanstadt   | - Treffen mit dem italienischen Staatspräsidenten Sergio Mattarella und mit Premierminister Mario Draghi - Audienz bei Papst Franziskus          |
| 13. und 14. Juli | Brüssel ( Belgien)                | - Treffen mit dem belgischen König Philippe - Treffen mit der EU-Kommissionspräsidentin Ursula von der Leyen und EU-Ratspräsident Charles Michel |
| 15. Juli         | Kostanjevica na Krki ( Slowenien) | Teilnahme am informellen Treffen mit den Staatsoberhäuptern Sloweniens, Borut Pahor und Kroatiens, Zoran Milanović                               |
| 15. September    | Rom ( Italien)                    | Teilnahme am Arraiolos-Treffen |

## 2022
| Datum              | Ort                              | Hauptgrund |
| ------------------ | -------------------------------- | --- |
| 9. bis 11. März    | Berlin ( Deutschland)            | Treffen mit Bundeskanzler Olaf Scholz und Bundespräsident Frank-Walter Steinmeier |
| 21. bis 23. März   | Brüssel und Brügge ( Belgien)    | - Staatsbesuch; Treffen mit Premierminier Alexander De Croo sowie mit König Philippe und Königin Mathilde - Besuch des Collège d’Europe - Treffen mit EU-Kommissionspräsidentin Ursula von der Leyen und dem EU-Außenbeauftragten Josep Borrell |
| 3. Juni            | Brijuni ( Kroatien)              | Teilnahme am trilateralen Präsidententreffen mit dem kroatischen Präsidenten Zoran Milanović und dem slowenischen Präsidenten Borut Pahor |
| 20. Juni           | Riga ( Lettland)                 | Teilnahme am Gipfeltreffen der Drei-Meere-Initiative |
| 14. September      | Rom ( Italien)                   | Treffen mit Präsident Sergio Mattarella |
| 19. September      | London ( Vereinigtes Königreich) | Teilnahme am Staatsbegräbnis für Königin Elisabeth II. |
| 7. und 8. November | Scharm asch-Schaich ( Ägypten)   | Teilnahme an der UN-Klimakonferenz |

## 2023
| Datum           | Ort                                     | Hauptgrund                                    |
| --------------- | --------------------------------------- | --------------------------------------------- |
| 1. Februar      | Butscha, Borodjanka und Kiew ( Ukraine) | Treffen mit Präsident Wolodymyr Selenskyj     |
| 16. und 17. Mai | Reykjavík ( Island)                     | Teilnahme am 4. Gipfeltreffen des Europarates |